# 奥里亚娜·马洛-布勒东
奧麗安·瑪露-比頓（法語：Auriane Mallo-Breton，1993年10月11日—），法国女子击剑运动员，2023年欧洲运动会女子重剑团体金牌得主、2024年夏季奥林匹克运动会女子重剑个人银牌得主。